# Arcangela Paladini

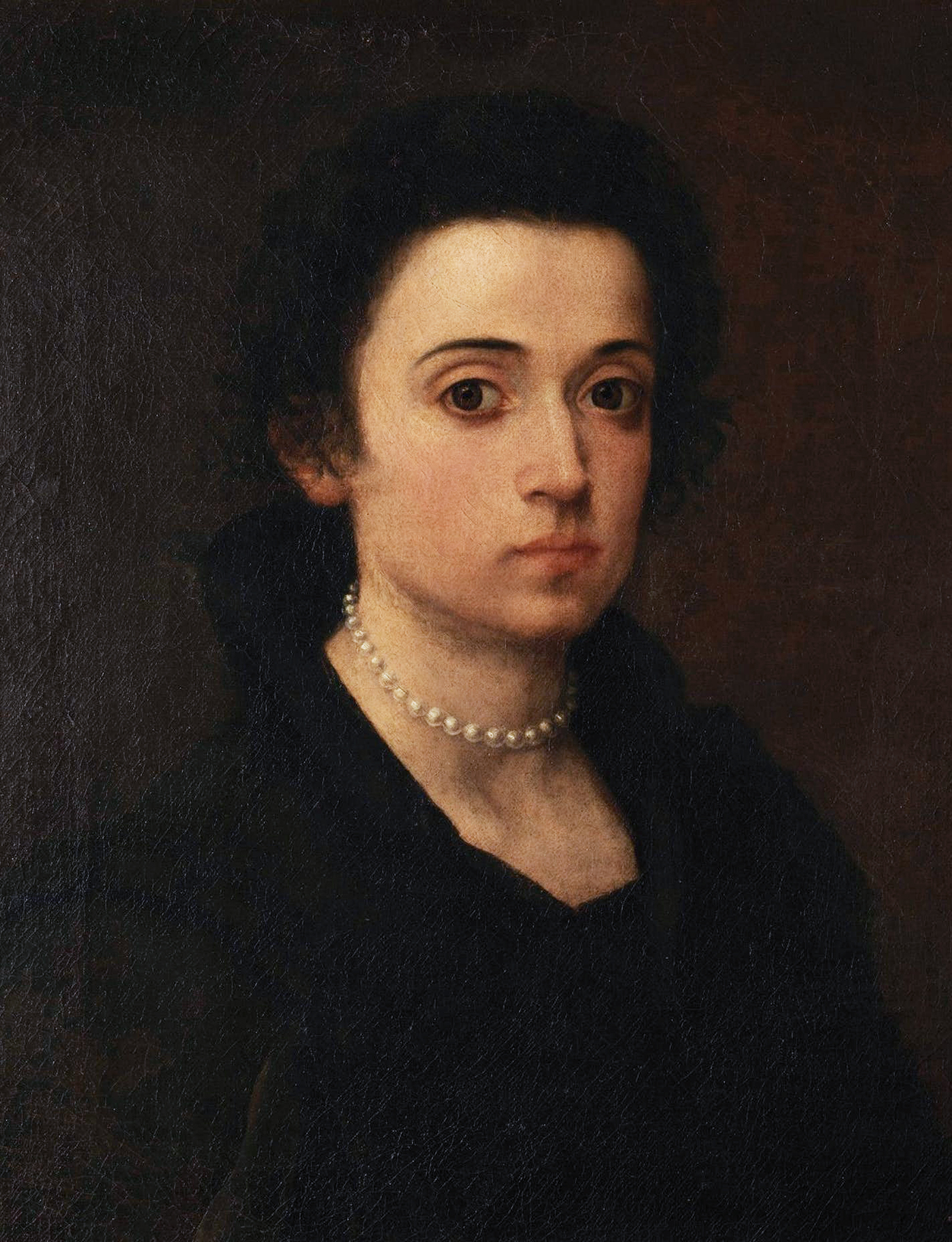
Arcangela Paladini, Autoritratto, (1621), depositi degli Uffizi, Firenze

Arcangela Paladini (Pistoia, 29 settembre 1596 – Firenze, 18 ottobre 1622) è stata una pittrice, cantante e poetessa italiana, affermatasi giovanissima. Era molto esperta anche nell'arte del ricamo.

## Biografia

### La giovinezza
Arcangela Paladini (citata anche come Arcangiola) nacque a Pistoia nel 1596, terza figlia (di quattro) del pittore pistoiese Filippo di Lorenzo Paladini, e della sua seconda moglie Persia Cilli (due figli erano già nati dal primo matrimonio). Trasferitasi a Pisa con la famiglia, nel 1608 Arcangela perse il padre, morto prima di completare la facciata del palazzo dell'Orologio che stava affrescando su incarico dei Cavalieri di Santo Stefano.
Il precoce talento di Arcangela per l’arte, per il canto e per il ricamo le fece guadagnare ben presto la protezione dei granduchi di Toscana che la portarono a Firenze. A Firenze visse inizialmente nel monastero di Sant'Agata, situato in via San Gallo. dove fu protetta dalla granduchessa Cristina di Lorena, vedova di Ferdinando I de' Medici, che ne aveva scoperto e promosso il talento sia nella musica che nella pittura, e che sarebbe diventata la sua più grande benefattrice. Sempre grazie al patrocinio della corte medicea, seguì l'insegnamento di Jacopo Ligozzi

### L'attività alla corte dei Medici
Conosciuta dagli studiosi più per il suo talento musicale che per quello di pittrice, ampiamente acclamata per la sua voce e l'abilità nel canto, Arcangela fu sempre un'artista poliedrica, già affermata all'età di 15 anni. Fu protetta anche dalla nuora di Cristina di Lorena, la granduchessa Maria Maddalena d'Austria, moglie di Cosimo II de' Medici, che la impiegò sia come pittrice sia come cantante dopo la sua uscita dal monastero di Sant'Agata nel 1616. A questa data sposò il fiammingo Jan Broomans, un ricamatore di tessuti e di arazzi, originario di Anversa, che lavorava al servizio della granduchessa), e dall'unione nacque una figlia, che risulta battezzata il 20 agosto 1618 con il nome di Maria Maddalena, in onore della stessa granduchessa.
Sono state rintracciate notizie di poche opere d'arte eseguite dalla Paladini sia negli anni vissuti in convento, sia in seguito, quando frequentava la corte dei Medici e una sola di queste è giunta sino a noi, l’Autoritratto oggi conservato in un deposito delle Gallerie fiorentine. Secondo un’iscrizione che si trovava in antico sul retro della tela, fu dipinto nel 1621 su commissione della granduchessa Maria Maddalena.
 
Ci sono invece numerose testimonianze delle sue attività musicali a corte. È noto da una lettera della compositrice Francesca Caccini, datata 25 gennaio 1618, che Michelangelo Buonarroti scelse «la Signora Arcangiola» per cantare l'aria che introdusse «le dame o i cavalieri del ballo» nella sua commedia La Fiera, rappresentata alla corte medicea l'11 febbraio dello stesso anno. Inoltre, grazie al diario di Cesare Tinghi, è noto che la Paladini cantò per la corte in più occasioni, a volte in compagnia della Caccini e le sue "fanciulle" e spesso con Muzio Effrem, che compose per lei un'aria dedicata a sant'Orsola.
La Paladini era contemporanea della pittrice Artemisia Gentileschi, e la storica Barbara Hanning ha creduto di riconoscere le sue fattezze nel dipinto di Santa Cecilia, patrona della musica.

### La morte e la commemorazione

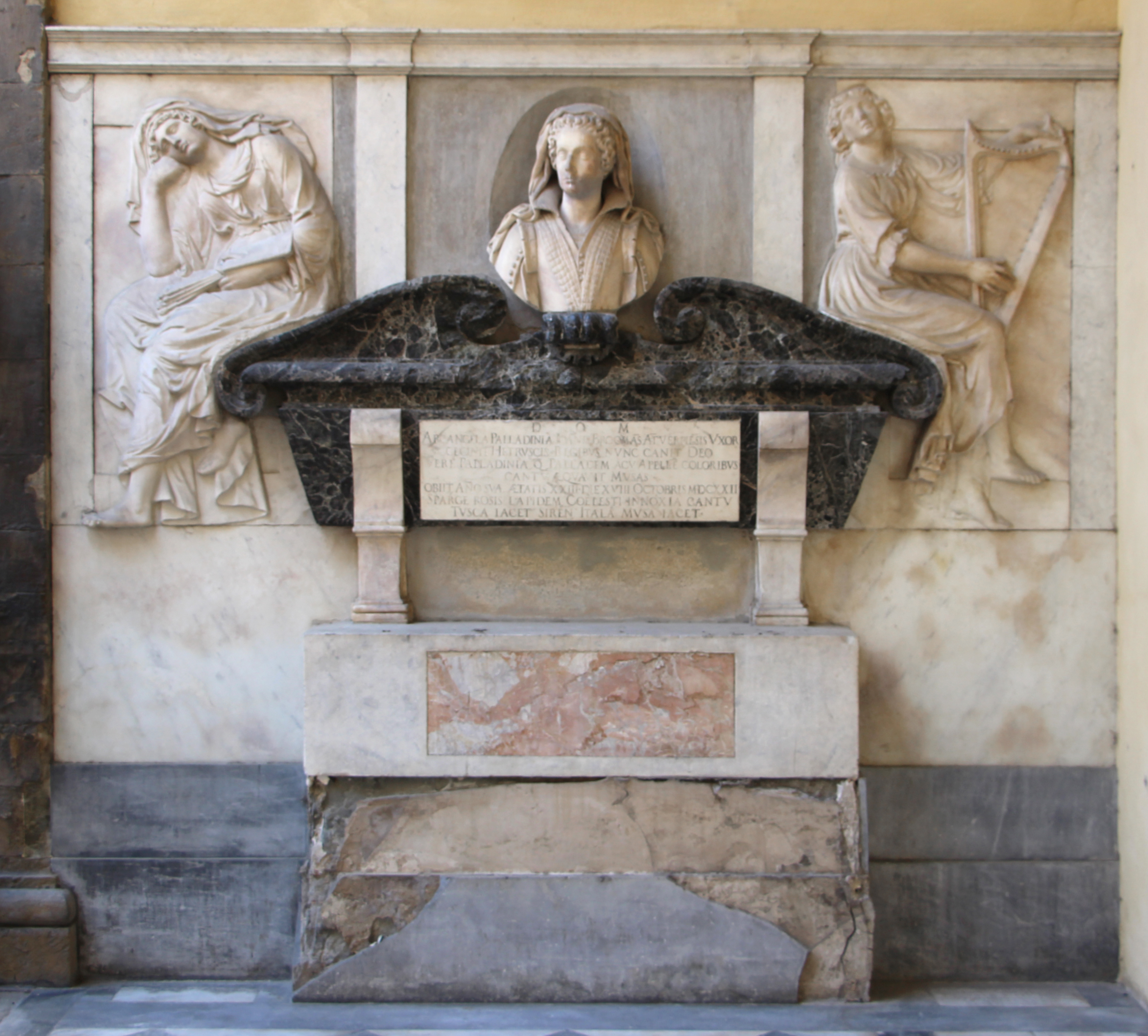
Monumento funebre di Arcangela Paladini, Loggiato della Chiesa di Santa Felicita (Firenze), 1623

Arcangela Paladini morì a Firenze il 18 ottobre 1622, all'età di 26 anni, e fu sepolta nella chiesa di Santa Felicita, dove la granduchessa fece realizzare una tomba monumentale. Il monumento funebre è sulla parete sinistra del portico d'ingresso antistante la chiesa e fu eseguito dagli scultori Agostino Bugiardini e Antonio Novelli. Sopra il sarcofago è posto il busto dell'artista, mentre ai lati ci sono due bassorilievi raffiguranti la pittura con tavolozza e pennelli e la musica che suona l'arpa, entrambe con espressione addolorata per la morte prematura dell'artista.
L'epitaffio di Andrea Salvatori paragona Arcangela Paladini alla dea Atena e al pittore Apelle. 

| D. O. M. ARCANGELA PALLADINIA IOANNIS BROOMANS ANTVERPIENSIS VXOR CECINIT HETRVSCIS REGIBVS, NVNC CANIT DEO VERE PALLADINIA QUAE PALLADEM ACV APELLEM COLORIBVS CANTV AEQVAVIT MVSAS OBIIT ANNO SVAE AETATIS XXIII · DIE XVIII OCTOBRIS MDCXXII SPARGE ROSIS LAPIDEM COELESTI INNOXIA CANTV TVSCA IACET SIREN; ITALA MVSA IACET · |

Traduzione: «A Dio Ottimo Massimo. Arcangela Paladini, moglie di Jan Broomans di Anversa, cantò per i sovrani di Toscani, ora canta per Dio. Davvero fu "Palladina", che con l’ago superò "Pallade", con i colori emulò Apelle e con il canto le Muse. Morì a 23 anni, il giorno 28 di ottobre 1622. Spargi di rose questa lapide, sotto cui giace la sirena toscana, la musa italiaca di cui non udiamo il canto divino».